# Parc Édouard-Glissant
Le parc Édouard-Glissant est un parc urbain situé à Villeurbanne, en France. Bordé par l'avenue Roger-Salengro et la rue Colin, il est inauguré le 1er juillet 2011 et porte le nom de l'écrivain et poète français Édouard Glissant.
Le parc comporte deux aires de jeux, une mare, une prairie, un verger et une bambouseraie.

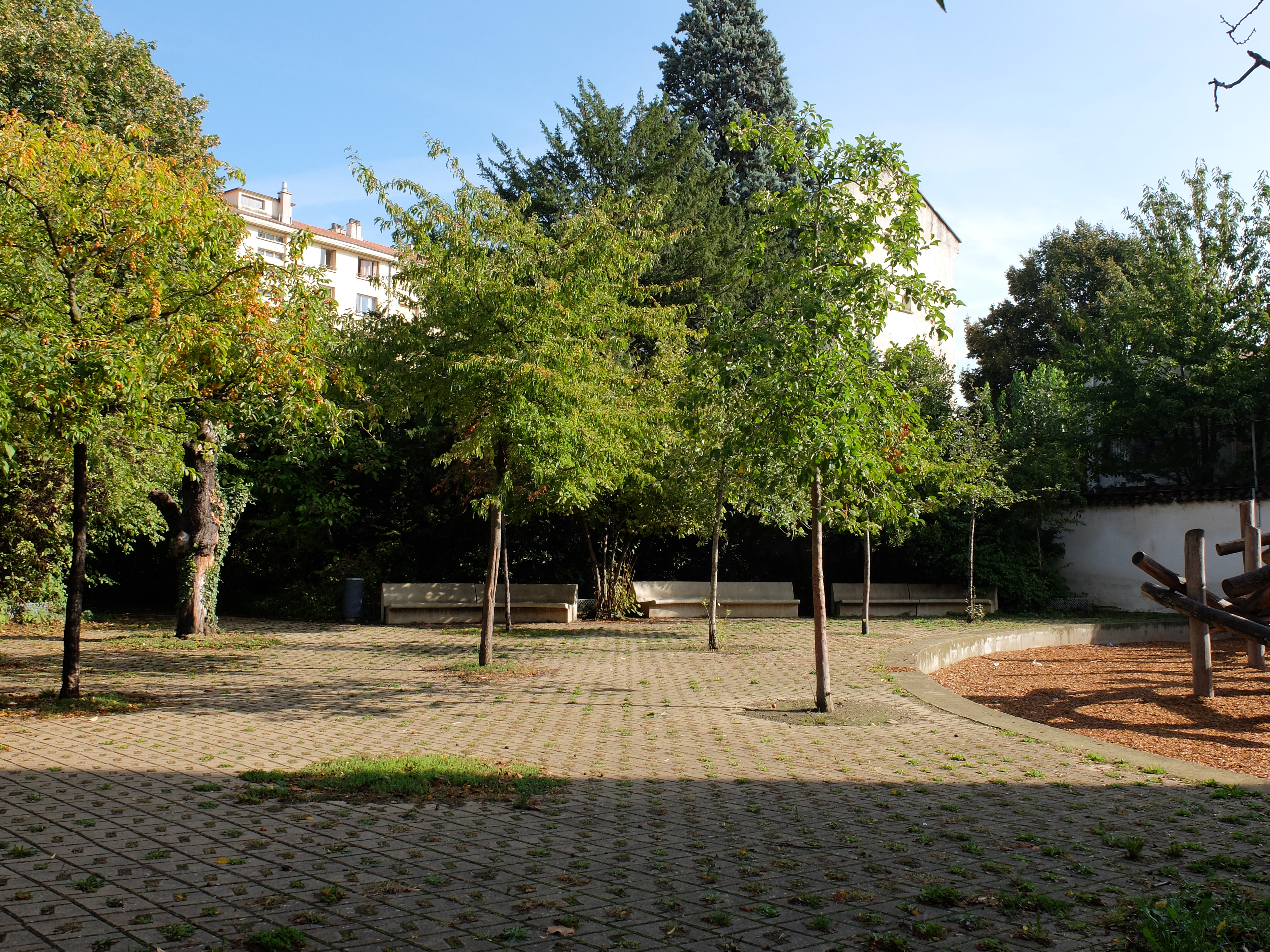
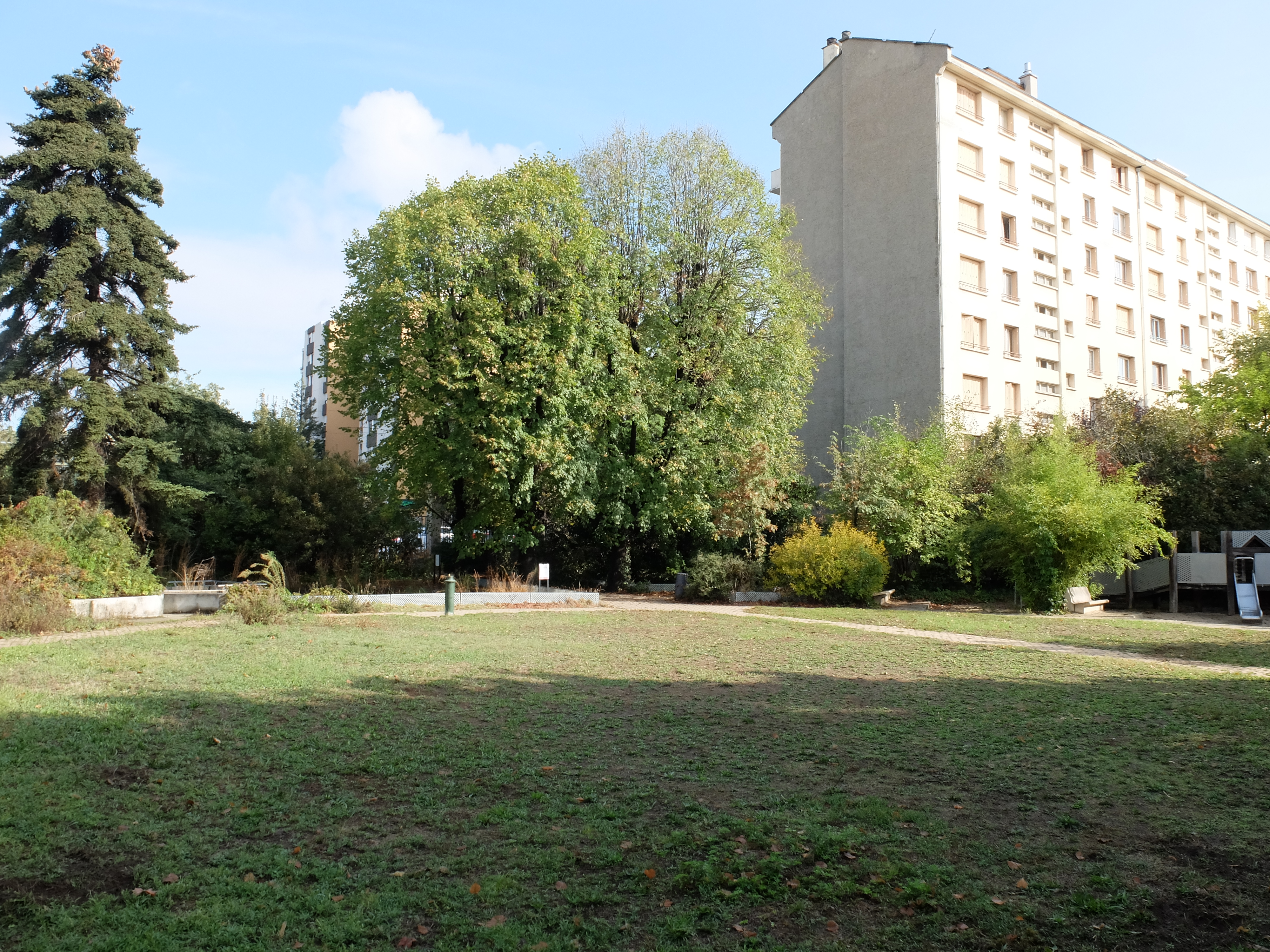